# Lady Las Vegas
Lady Las Vegas (A Long Walk Up the Water Slide) è un romanzo dello scrittore statunitense Don Winslow, pubblicato nel 1994.
È il quarto di una serie di cinque romanzi imperniati sul personaggio di Neal Carey, studente universitario di umili origini che svolge occasionali quanto difficili e rischiose indagini per conto di una misteriosa organizzazione chiamata "Gli amici di famiglia". È infatti preceduto da London Underground, China Girl e Nevada Connection.
Il romanzo, come tutta la serie delle indagini di Neal Carey a oltre vent'anni dalla pubblicazione originale, nel 2018 e sull'onda del successo di opere più recenti di Winslow come Il potere del cane e Il cartello.

## Trama
Corre l'anno 1982, l'America ha imparato a conoscere il nuovo presidente Reagan e Neal Carey, dopo aver per la prima volta ucciso un uomo sparando al sanguinario neonazista Cal Strekker al termine della precedente avventura, viene temporaneamente messo a riposo, lautamente pagato, dagli Amici di Famiglia.
Da quasi due anni Carey vive dunque nella minuscola cittadina di Austin in Nevada, ove si è fermato per convivere con Karen, e ha ripreso a studiare e scrivere la sua tesi di laurea sui romanzi di Smollett.
La quiete però non fa parte del suo destino e il periodo di ozio letterario termina bruscamente quando Joe Graham si presenta a casa sua per proporgli l'ennesimo lavoro: stavolta Neal non dovrà trovare nessuno perché la persona di cui si dovrà occupare, Polly Paget, prototipo della segretaria sexy e svampita, è già in auto con Graham.
Polly ha avuto una relazione con il proprio datore di lavoro e sostiene di essere stata da lui violentata nel corso del loro ultimo incontro: una storia piuttosto ordinaria se non fosse che il presunto adultero e stupratore è Jack Landis, magnate della TV per famiglie e star insieme alla moglie Candy dello show quotidiano The Jack and Candy Family Hour, un programma televisivo “così educativo che a confronto gli altri dello stesso genere sembravano dei porno show di Tijuana”.
Dopo le accuse di Polly si è ovviamente scatenata una tempesta mediatica, ma i modi aggressivi, incolti e volgari della ragazza ne hanno messo in dubbio la credibilità, specie paragonando Polly alla sobria eleganza di Candy Landis, la moglie e partner d'affari di Jack.
Dal momento che gli Amici di Famiglia tutelano gli interessi di Peter Hathaway, giovane e ambizioso azionista di minoranza della rete televisiva di Landis, è nel loro interesse che Polly arrivi al processo in grado di dare una diversa immagine di sé e rendersi credibile: il compito di Neal è dunque quello di farle da Pigmalione, insegnandole una corretta dizione, un eloquio un po' più forbito e le buone maniere.
Malgrado Polly sembri un caso disperato e Karen, pur essendo da lei diversissima, manifesti una inaspettata solidarietà femminile nei suoi confronti, non è certo la sua refrattarietà all'apprendimento il problema maggiore che Carey si troverà ad affrontare: sulle tracce della ragazza si stanno infatti muovendo, per interessi diversi e contrapposti, imprenditori del settore pornografico, la mafia italoamericana, che ha inconfessabili legami d'affari con Landis, e un misterioso killer solitario di nome Overtime.
La vicenda porterà Carey a scoprire, come sempre, doppie e triple verità al di sotto delle apparenze e riunirà tutti i protagonisti prima a Las Vegas, terreno neutro e camera di compensazione per le varie fazioni della malavita che non compiono reati di sangue nella capitale del gioco d'azzardo per non fermare il flusso di denaro e di affari, e poi a San Antonio.
Gli Amici di Famiglia si troveranno a fare i conti con la mafia italoamericana e perfino Ethan Kitteredge dovrà sporcarsi le mani per incontrare un boss in carcere, prima di decidere di abdicare e dedicarsi solo all'amata barca a vela.
Rispetto a Nevada Connection si nota uno stile narrativo meno cupo e drammatico e più ricco di interludi umoristici o addirittura comici sfruttando le caratteristiche caricaturali di personaggi come Polly Paget, il mafioso Joey Foglio o lo stesso Jack Landis.

## Personaggi
Neal CareyNato poverissimo e praticamente senza famiglia nel West End di New York, ha incontrato a 11 anni Joe Graham che l'ha trasformato nel perfetto detective sotto copertura facendolo entrare nell'organizzazione degli Amici di Famiglia, che si è fatta carico del suo mantenimento e dei suoi studi. Dopo la precedente avventura ha deciso di stabilirsi nelle Terre Alte del Nevada dove convive da un paio di anni con Karen. Ha 29 anni e non ha abbandonato il sogno di laurearsi in Letteratura inglese con una tesi sul suo amato Tobias Smollett: sta infatti meditando di chiedere il riconoscimento dei suoi esami sostenuti alla Columbia University presso l'ateneo di Reno.
Joe GrahamCurioso affiliato degli Amici di Famiglia, di cui è stato in passato il responsabile per New York. È un brevilineo uomo di mezza età di origini irlandesi con un braccio artificiale; malgrado l'apparente inadeguatezza fisica è un ottimo agente ed è stato il Pigmalione di Neal Carey, con cui ha instaurato un rapporto quasi paterno.
Ed LevineAllievo di Joe Graham, che ha poi scavalcato divenendo referente a New York degli Amici di Famiglia, è un quarantenne corpulento di origini ebree ed esperto di arti marziali. Odiava Neal Carey perché aveva avuto una relazione con la donna che era poi diventata la signora Levine, dopo il divorzio di Ed i rapporti tra i due sono nettamente migliorati e Levine ha anche recuperato il suo senso dell'umorismo, alla fine di questo romanzo diventa il nuovo capo degli Amici di Famiglia.
Ethan KitteredgeBanchiere di Providence, discendente di un'antica dinastia di custodi dei crediti e dei segreti delle più celebri famiglie della Nuova Inghilterra, è il capo degli Amici di Famiglia. Il suo hobby è navigare nella baia di Narragansett a bordo della sua barca, la Haridan, si definisce un uomo del XIX secolo e usi e costumi degli anni Ottanta lo indispettiscono sempre più fino a farlo giungere al punto di rottura: alla fine di questa avventura decide infatti di prendere un lungo periodo sabbatico dedicandosi a tempo pieno alla navigazione e cedendo a Levine la direzione degli Amici.
Karen HawleyMaestra elementare e assistente sociale per l'infanzia, è una delle poche giovani donne avvenenti di Austin in Nevada e da circa due anni è fidanzata con Neal Carey, con cui convive.
Polly PagetFemme fatale dai capelli rosso fuoco, grandi occhi verdi e fisico mozzafiato, a causa della sua relazione con Jack Landis, per il quale lavorava ufficialmente come dattilografa, si ritrova al centro di uno scandalo sessuale che ne metterà a rischio la reputazione e la vita
Jack LandisImprenditore di successo di San Antonio in Texas, dopo aver lavorato come venditore d'auto ha creato un impero nel settore dei ristoranti per famiglie prima di fare il grande salto in televisione creando la Family Cable Network, rete televisiva melensa ed educativa di cui è anche una star in quanto conduce assieme alla moglie Candice lo show quotidiano The Jack and Candy Family Hour. Il loro prossimo progetto è Candyland, un parco a tema per famiglie con attrazioni a sfondo religioso e il più grande scivolo d'acqua del mondo. Dietro all'immagine patinata e morigerata, Jack ama i cibi grassi e le donne (pur non essendo un grande amatore, a detta di Polly Paget) e ha rapporti inconfessabili con la mafia italoamericana.
Candice "Candy" LandisÈ l'elegante e algida moglie di Jack Landis, sua partner in affari e nella conduzione televisiva. Il marito ne lamenta la scarsa focosità a letto, ribattezzandola "Ghiaccio Secco".
Walter WhitersCinquantenne investigatore privato della vecchia scuola e gentleman di altri tempi, è stato il miglior detective di New York ma ora è devastato dall'alcolismo e perennemente indebitato con gli allibratori e con il piccolo boss Sammy Black. Viene ingaggiato dal produttore pornografico Ron Scarpelli per rintracciare Polly Paget e offrirle un servizio fotografico sulla sua rivista.
Peter HathawayIl socio di minoranza di Landis nel Family Cable Network, ambisce a diventarne il proprietario sfruttando lo scandalo causato dall'affaire Polly.
Kenny "Overtime" LafreniereEx studente di medicina alla Brown University, dopo aver ucciso la moglie in uno scatto d'ira simula il proprio suicidio gettandosi nelle acque della baia di Narragansett e comincia una seconda vita come killer freelance. È maniacalmente razionale e segue sempre ragionamenti dalla ferrea logica.
Joey FoglioEx astro nascente della mafia italoamericana di New York, in gioventù commise un grave errore taglieggiando un verduraio che era in realtà lo zio del boss Alberto Annunzio, il quale lo umiliò pubblicamente facendogli mangiare dei fagiolini che Joey aveva gettato a terra minacciando l'anziano ambulante. Da allora viene soprannominato sarcasticamente Joey Fagiolino e viene dislocato in Texas, dove si occupa di ristoranti per famiglie e lavori edili, entrando così in contatto con Jack Landis.
Carmine BascagliaDetto il Banchiere, dal suo lussuoso ufficio di New Orleans cura gli interessi delle famiglie mafiose italoamericane e vuole attentamente evitare i clamori suscitati dalle violenze e dagli spargimenti di sangue.
BroganCorpulento, sonnacchioso e burbero barista di Austin in Nevada, ha il suo indispensabile pendant nel cane Breznev, che ne rispecchia totalmente aspetto fisico e carattere. Il suo saloon è uno dei pochi luoghi d'incontro nella piccola cittadina montana dove Carey vive da due anni.
Chuck WhitingEx agente dell'FBI, è l'addetto alla sicurezza della famiglia Landis: mormone, padre di nove figli, è segretamente innamorato di Candice Landis.

## Edizioni
- Don Winslow, Lady Las Vegas, collana Stile libero Big, traduzione di Alfredo Colitto, Einaudi, 2018,  p. 334, ISBN 978-88-06-21435-7.